# Pasapalabra (Chile)
Pasapalabra fue un programa de televisión chileno, emitido por Chilevisión desde 2018 hasta 2025 y conducido por Julián Elfenbein. Replica el formato del programa español homónimo, que a su vez está basado en el concurso británico The Alphabet Game.

## Historia
El programa, emitido originalmente los días domingo en horario prime (22:45 horas), fue estrenado el 7 de enero de 2018. En su primer episodio promedió los 13 puntos de rating, saliendo segundo en su horario, siendo solo superado por Perdona nuestros pecados (16,4), dejando en el tercer lugar a En su propia trampa (9,3).

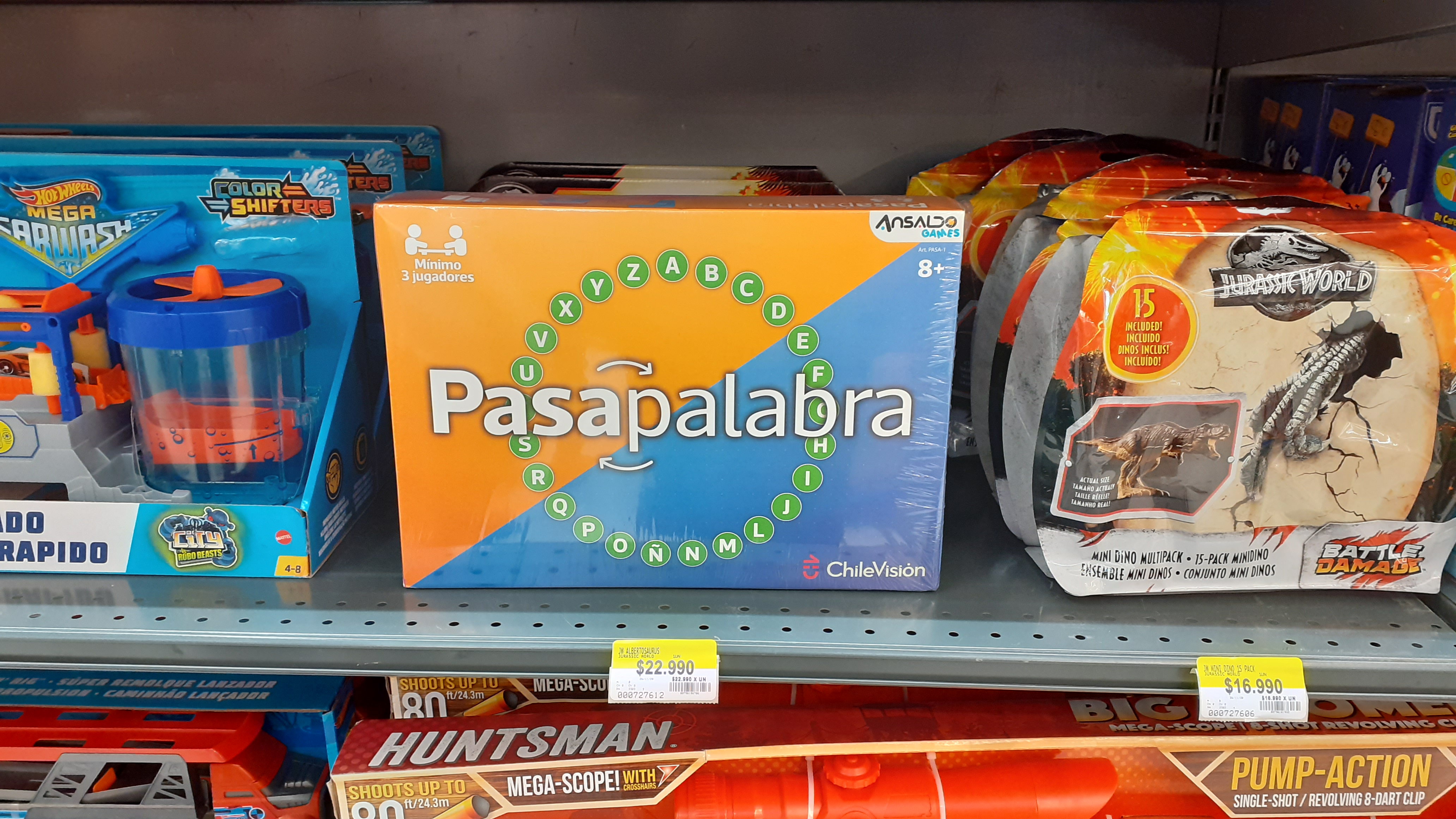
El éxito del programa llevó al programa al lanzamiento de su propio juego de mesa.

A pesar de que estaban proyectados 13 capítulos durante el primer cuatrimestre del año, el éxito en sintonía de Pasapalabra llevó a Chilevisión a extender su primera temporada durante todo el 2018, además de añadir un segundo capítulo semanal, los días martes. En junio de 2018, el programa sumó un tercer capítulo semanal, emitido los días jueves, y debido a los buenos resultados que han obtenido el programa, también se sumaron los días lunes, dando así, que el programa era emitido cuatro veces a la semana (lunes, martes, jueves y domingo). El 1 de julio de 2018, el programa cambia de horario, pasando de las 22:30 a 21:30 h.
   

En su temporada 2019, fue emitido de lunes a jueves, entre las 21:30 y las 22:30 horas, a la cual se suman los domingos tras el fin de temporada de Yo soy.

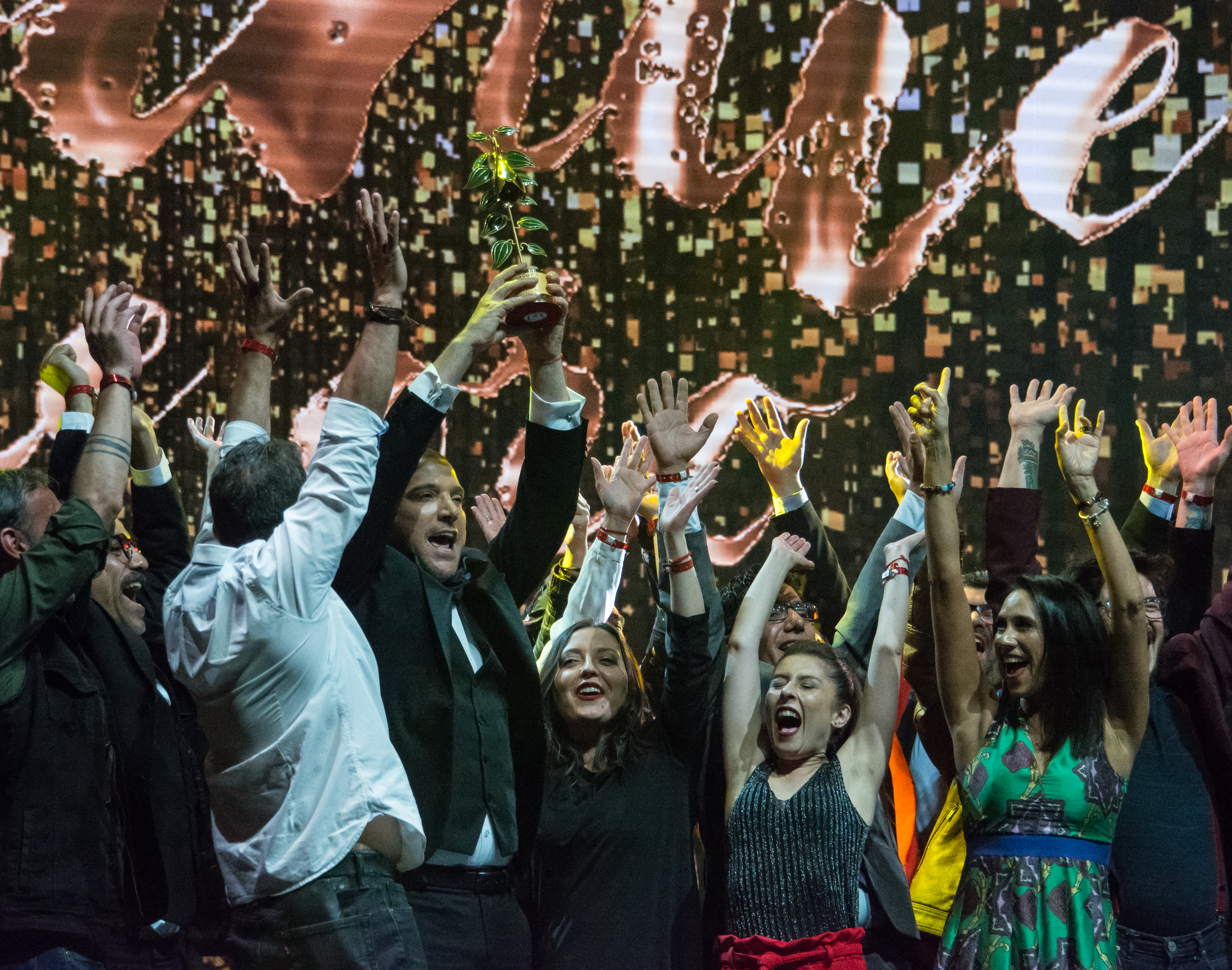
El equipo del programa celebra la obtención del Copihue de Oro al mejor programa estelar de 2018.

Desde marzo de 2020, el programa pasa a emitirse de lunes a viernes durante las tardes, a las 18:30 horas, antes de la emisión de la edición central de Chilevisión noticias.
En marzo de 2022, Pasapalabra invitó a varios ganadores y concursantes notables de las versiones del concurso en Chile, Argentina, España, Panamá y Uruguay para una competencia internacional, con un premio de 24 millones de pesos para el vencedor.
Su último capítulo fue emitido el 31 de marzo de 2023, siendo retirado de la parilla sin previo aviso. Finalmente, 12 de abril de 2023, Chilevisión confirmó su salida de pantalla y cancelación, tras casi 6 años de emisión.

## Regreso
El 19 de diciembre de 2023, se anunció el regreso del programa con nuevos episodios. El emblemático programa de juegos regresa luego de ocho meses de silencio, con Nicolás Gavilán, el jugador más recordado y querido, y que logró llevarse más de $390 millones en premio. El espacio volvió al horario prime el 1 de enero de 2024, tal como fue en su debut en 2018, y es conducido nuevamente por Elfenbein.Asimismo, un programa transmitido exclusivamente por Youtube, Pasapalabra Reacts, es conducido por la comediante Pau San Martín desde la misma fecha.
El 3 de enero de 2025 se transmitió el último episodio. 

## Formato
El programa consta de 2 equipos (azul y naranja) de tres personas, donde el capitán es el participante, quien está acompañado por dos invitados famosos. Durante la primera etapa del capítulo, los equipos compiten en distintos juegos que tienen como objetivo la suma de segundos para el juego final, llamado «el rosco». En este último solo juegan los capitanes, quienes compiten por el pozo acumulado (originalmente $ 3 000 000 por capítulo) si completan el rosco, o $ 1 000 000 si no aciertan a todas las palabras pero ganan en cantidad de respuestas correctas a su rival. En caso de empate, el premio se divide en dos. El ganador del capítulo que no complete «el rosco» podrá continuar participando en el siguiente. En caso de que un jugador gane el rosco, su competidor (si este no completó el rosco), podrá seguir compitiendo en el siguiente capítulo.
Después de que uno de los participantes se llevara el tercer monto acumulado (el capítulo de los $ 72 000 000), se reformó el programa una vez, con el monto inicial de $ 12 000 000, acumulación de $ 2 000 000 por capítulo y $ 500 000 a repartir para el ganador o ganadores del capítulo. En marzo de 2020 se reformó nuevamente, bajando la acumulación a $ 1 000 000 por capítulo y al iniciar 2021 la acumulación a $ 500 000 y el monto inicial a $ 10 000 000.
Existen 3 variantes:
- Pasapalabra Kids: los concursantes son niños y, al enfrentarse el rosco, participan por una tarjeta de regalo para el curso y esta puede ser una computadora o un pack de útiles escolares. Esta variante fue estrenada en agosto de 2019, con un único capítulo,[11] siendo emitido nuevamente con un capítulo por semana en 2020.[12]
- Pasapalabra en acción: Esta es una variante donde participan empresarios o famosos de la farándula local, en donde se participa por un premio millonario para una organización sin fines de lucro.[13] Esta variante fue estrenada en 2020, y fue sin público debido a su realización en medio de la cuarentena por Covid-19.[13]  También se emitió en 2021.[14]
- Pasapalabra mundial: Los concursantes que tuvieron más participaciones o que han obtenido el rosco en su país de origen se enfrentan contra participantes de otros países.[15] Esta variante fue estrenada en marzo de 2022,[15] y los pozos del rosco se dirán en USD o en sus equivalentes en monedas del país de origen, si los concursantes provienen de dicho país.

## Pruebas

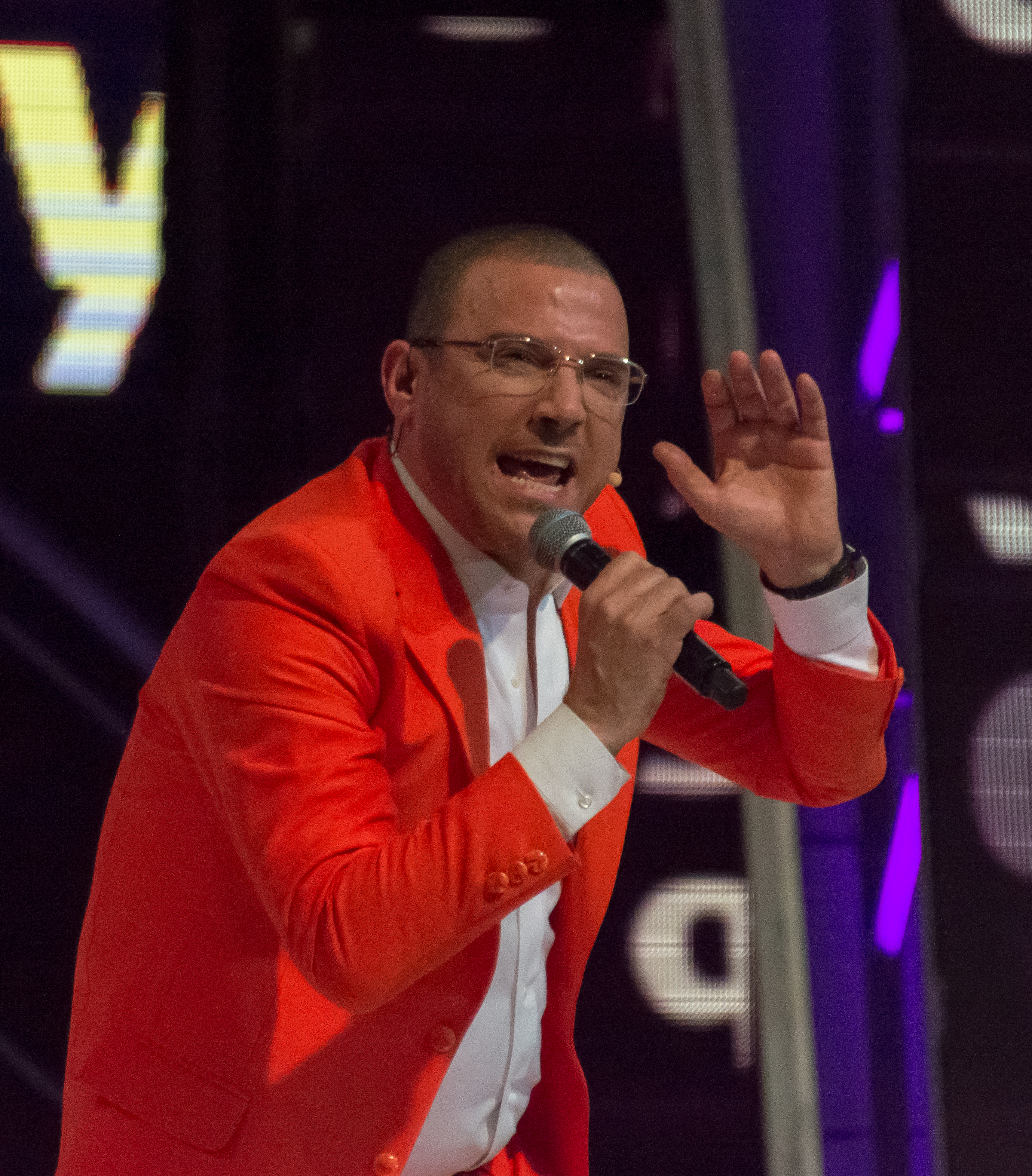
El conductor de Pasapalabra, Julián Elfenbein.

En la mayoría de los juegos es posible decir pasapalabra para ceder el turno y que el siguiente jugador juegue. Empieza el equipo que posee más segundos acumulados; si es el capítulo debut, si existe un empate, si ambos jugadores se llevan el rosco o si salta la fase del elegido, se le da la preferencia al equipo naranjo y se va alternando de equipos en caso de subsecuentes empates. Al inicio empieza el jugador que estuvo en el capítulo anterior.

### El elegido
No es una prueba acumuladora de segundos, sino una prueba de la silla azul, introducida en la cuarta temporada. Se jugará una variante de la trivia de letras en donde se enfrenta el perdedor del capítulo anterior contra el nuevo participante (o los dos participantes del capítulo anterior en caso de segundo empate o los dos nuevos participantes si el perdedor del capítulo anterior no cumple con los requisitos) en donde el animador asignará a cada uno una palabra de 5 letras, pero deben adivinar algo que empieza con dicha letra; los concursantes tienen 5 segundos para responder y se saltará a la siguiente letra en caso de error o si se acaba el tiempo. En caso de empate al terminar las 5 letras, se seguirá jugando hasta que uno de los dos falle. El participante que obtuvo más aciertos se queda con la silla. No disponible en los capítulos de la liga de los mejores, en la versión en acción ni en el torneo mundial, ni se puede pasar palabra.

### Acumuladoras de segundos
Todas las pruebas son ordenadas por su temporada de origen.
| Juego                   | Debut                                 | Posible pasar palabra | Activo | Comentarios |
| ----------------------- | ------------------------------------- | --------------------- | ------ | --- |
| Letra a letra           | Primera temporada                     | Sí                    | Sí     | Los participantes constan de 90 segundos para adivinar 15 palabras que contienen dos ciertas letras, el animador debe dar pistas para adivinar esta palabra. Los jugadores deben adivinar una palabra para poder pasar a la siguiente. Se reparte un segundo por palabra correcta (excepto si un jugador fuera de cámara adivina). |
| La Pista                | Primera temporada                     | opcional              | Sí     | Un participante del equipo azul se enfrenta a uno del naranjo en donde el animador da cinco pistas para adivinar conceptos; comienzan compitiendo por cinco segundos, que van bajando un segundo por pista si no adivinan con aquella pista. Solo se castiga a un equipo si un participante de ese equipo fuera de cámara adivina, ya que los segundos se van al equipo contrario. |
| La Pista Musical        | Primera temporada                     | opcional              | Sí     | A diferencia de la pista original, la pista musical se debe adivinar una canción, solo sirve cantarla o decir el nombre exacto de esta canción, no sirve decir el artista. |
| La Revancha Musical     | Final de la primera temporada         | opcional              | No     | A diferencia de la pista musical, la revancha musical permite que la pareja con más segundos acumulados a ese momento debe escoger una de las tres fechas de lanzamiento de la canción para jugar. Dentro de las canciones (solo en la revancha musical) puede haber una en otro idioma la que se puede responder tanto en idioma de origen como en español (cover en español de la canción). |
| Memoria                 | Primera temporada                     | se reinicia el panel  | Sí     | Los participantes tienen 75 segundos para poner en secuencia 9 palabras, desde donde empieza el equipo con más segundos acumulados (si hay un empate, comienza el equipo naranja), seleccionando uno de 2 conceptos para jugar. Con un error, si pasa palabra o si se salta de palabra, se reinicia el panel, y se va cambiando de compañero incluso si cometen dichos errores. |
| Palabras cruzadas       | Primera temporada                     | Sí                    | Sí     | Los equipos eligen entre 2 temas y deben adivinar palabras o nombres que están divididos en dos columnas, el animador da definiciones, frases, personajes u otras cosas como pistas, lo cual empieza el equipo con más segundos acumulados. Con un error o pasapalabra, se saltará a la siguiente pista y palabra, retomando al final las palabras pendientes. Antes de la introducción del bachillerato, son 2 segundos por acierto. Si un jugador fuera de cámara descifra la palabra, será anulada. |
| El ahorcado             | Primera temporada                     | No                    | No     | En este juego los equipos eligen entre 2 temas para jugar, tiene el mismo formato que el famoso juego infantil «el ahorcado». Aparecerá en la pantalla un cuadro con rayitas, cada rayita ocupa una letra, si los concursantes fallan 5 veces, será resuelta la palabra y se pasará a otra, pero, si se dice la palabra y no es la correcta o si un jugador fuera de cámara dice la palabra, no habrá más posibilidades y no se ganarán segundos. Al no interferir el bachillerato, son 2 o 3 segundos por acierto. |
| ¿Qué es qué?            | Segunda parte de la primera temporada | No                    | No     | Desde el 9 de julio hasta el 23 de octubre de 2018 incluía este juego, lo cual empieza el equipo con más segundos acumulados, ambos equipos tienen tres paneles con palabras atípicas, siendo el primero de 3 palabras, el segundo de 4 palabras y el tercero de 5 palabras que se van sucediendo según se vayan completando. Junto a esas palabras, los concursantes tienen otras tantas palabras, correspondientes al número de palabras del panel, más comunes. En un tiempo de 60 segundos, los componentes de ambos equipos han de relacionar las palabras comunes con las raras del panel. Cuando uno de ellos falla sin haber acertado ninguna previamente, el siguiente ha de intentar relacionar la siguiente palabra común, mientras que, si un concursante falla tras decir más de una, se empieza desde la primera. Los criterios de puntuación son los siguientes: - 10 segundos para un equipo que haya completado los tres paneles. - 3 segundos para los dos equipos en caso de empate. - 5 segundos para el equipo que más palabras acierte sin completar los tres paneles. - 0 segundos para los dos equipos en caso de que ninguno haya conseguido acertar ninguna palabra. |
| ¿Cómo se escribe?       | Segunda temporada                     | No                    | No     | Los participantes constan de 60 segundos para adivinar 15 formas de cómo se escribe correctamente una palabra dicha por el animador; solo una de las 4, 5 o 6 formas de la misma palabra es correcta. |
| Bachillerato            | Segunda temporada                     | Sí                    | Sí     | Inicialmente, los equipos eligen entre 2 tablas (salvo desde la tercera temporada, en donde el presentador le asigna a cada equipo una sola), cada tabla contiene cuatro categorías y el jugador debe responder según la letra inicial indicada. Son 90 segundos para responder. El presentador corregirá los errores que los jugadores dijeron si se acaba el tiempo. Si la categoría contiene nombres de personas, la letra inicial sirve para el nombre o el apellido. Además, palabras insultantes son anuladas, desde la tercera temporada no puede repetir respuestas en todas las categorías y desde la liga de los mejores de 2021 se cambia de compañero al responder o decir pasapalabra, dejando las celdas pendientes al final. |
| ¿Quiénes son?           | Tercera temporada                     | Sí                    | No     | Los participantes constan de 75 segundos para adivinar 9 apellidos que contienen el mismo nombre, el animador debe dar pistas para adivinar esta palabra. Con un error o pasapalabra, se saltará a la siguiente pista y palabra, retomando al final las palabras pendientes. |
| Trivia de letras        | Tercera temporada                     | No                    | No     | Un participante del equipo azul se enfrenta a uno del naranjo en donde el animador asignará una palabra de 5 letras, pero deben adivinar algo que empieza con dicha letra; los concursantes tienen 5 segundos para responder y se saltará a la siguiente letra en caso de error o si se acaba el tiempo. Reemplaza a la pista original. |
| Letras desordenadas     | Tercera temporada                     | Sí                    | No     | Los equipos deben adivinar 12 palabras que fueron cambiadas, el animador da definiciones, frases, personajes u otras cosas como pistas, lo cual empieza el equipo con más segundos acumulados. Con un error o pasapalabra, se saltará a la siguiente pista y palabra, retomando al final las palabras pendientes. |
| Deletrea la palabra     | Tercera temporada                     | No                    | Sí     | En este juego aparecerá en la pantalla un cuadro con rayitas, cada rayita ocupa una letra, los concursantes deletrearán la palabra y dicha letra correcta es asignada a la raya. Son 3 paneles: una de 3 palabras con deletreo normal, otra de 3 palabras con deletreo al azar (determinado por el presentador) y la última de 3 palabras con deletreo al revés. Con un error o si se salta de concursante, debe deletrear desde el inicio. Al deletrearlos al revés (exc. si se asigna todas las palabras al revés), son 2 segundos por acierto. |
| Una de cuatro           | Cuarta temporada                      | No                    | No     | El presentador plantea una pregunta y cuatro opciones de respuesta. Si falla, salta el turno al compañero. Sin importar si acierte o falle, la respuesta es remplazada por otra. El presentador hace preguntas durante 90 segundos. Se reparte un segundo por palabra correcta (excepto si un jugador fuera de cámara adivina). Se introdujo en el capítulo del 10 de marzo de 2021. |
| Sopa de Letras          | Cuarta temporada                      | Sí                    | No     | Los participantes constan de 60 segundos para adivinar 4 paneles de sopa de letras, una de 4, y las otras 3 de 5 palabras, el animador asigna un concepto y los jugadores deben adivinar todas las palabras posibles para cambiar de panel y de concepto. Se reparte un segundo por palabra correcta (excepto si un jugador fuera de cámara adivina). Con un error o pasapalabra, se mantiene el panel y las respuestas correctas. |
| Memorice                | Cuarta temporada                      | No                    | No     | Los equipos eligen entre 2 temas. Es una prueba de memoria que se desarrolla en un panel de nueve casillas numeradas y nueve palabras. El participante debe recordar en qué lugar se encuentran las palabras que el presentador ha leído previamente. Si acierta, sigue jugando. Si falla o se demora en responder, todo lo acertado vuelve a ocultarse y el turno pasa al compañero. A diferencia de su contraparte española homonina, en este programa cada acierto suma 1 segundo y son 0 segundos si todo lo acertado vuelve a ocultarse al término del tiempo. |
| Todos contra todos      | Cuarta temporada                      | opcional              | Sí     | Los jugadores escuchan la canción (15 en total, o 10 si se incluye la revancha musical) y deben adivinar el artista. Con un error, si sopla el compañero o si no responde, no habrá más posibilidades y no se ganarán segundos. Solo una canción que, en vez de decir el artista, debe decir el nombre de la película o serie de televisión. |
| Buscapalabra            | Cuarta temporada                      | Sí                    | No     | Los concursantes tienen 60 segundos y 6 letras para descubrir 12 palabras, cuyo mínimo es de 4 letras. El presentador corregirá los errores que los jugadores dijeron si se acaba el tiempo. Por cada palabra de 6 letras, son 2 segundos por acierto. Si tiene menos de 4 letras, excede de 6, se repite la letra o la palabra, o si no existe la palabra en la RAE, es anulada. |
| Palabra vertical        | Cuarta temporada                      | Sí                    | No     | En este juego los equipos eligen una de las 2 palabras, y esa se convierte en la palabra vertical, lo cual los jugadores deben completar el crucigrama que contiene cada letra de la palabra. Con un error o pasapalabra, se saltará a la siguiente pista y palabra, retomando al final las palabras pendientes. Se introdujo en el capítulo del 10 de marzo de 2021. |
| Palabras actuadas       | Quinta temporada                      | Sí                    | No     | En este juego se elige un jugador (excepto en las versiones original y en acción, ya que se usarán mimos en su lugar), ese debe actuar y los demás deben adivinar la frase. Debutó con el torneo mundial. Si el jugador que está actuando o el equipo contrario dice la frase o si pasa palabra, no habrá más posibilidades y no se ganarán segundos. Son 3 segundos por acierto en caso de que actúe los jugadores. |
| Quitaletras             | Quinta temporada                      | No                    | No     | En este juego los equipos eligen entre 2 temas para jugar, tiene el mismo formato que el famoso juego infantil «el ahorcado», exc. que se debe eliminar letras en vez de agregarlas. Al igual que el ahorcado, si los concursantes fallan 5 veces, será resuelta la palabra y se pasará a otra, pero, si se dice la palabra y no es la correcta o si un jugador fuera de cámara dice la palabra, no habrá más posibilidades y no se ganarán segundos. |
| El que sabe sabe        | Quinta temporada                      | Sí                    | No     | Los participantes deben responder preguntas con alternativas. Si pasa palabra, se cambia el jugador, pero si falla, se corregirá inmediatamente. Reemplaza a la Trivia de letras. |
| La Revancha Musical 2.0 | Final de la quinta temporada          | opcional              | No     | A diferencia de la revancha musical 1.0, las canciones son escuchadas al revés y deben seleccionar uno de los 3 títulos de canción. Son 3 canciones por pareja. La mecánica es similar al usado en Todos contra todos. |
| Canciones tuneadas      | Sexta temporada                       | No                    | No     | En este juego se elige un jugador, ese le alterará la voz y cantará con la voz alterada. Los jugadores restantes tienen 20 segundos para adivinar el título de canción. Son 5 canciones por equipo. |
| Vocales y consonantes   | Sexta temporada                       | Sí                    | No     | Similar a Palabras cruzadas, exc. que en una fila se encuentra las consonantes y otra las vocales. |
| El poeta                | Sexta temporada                       | No                    | No     | El presentador debe leer la poesía, y los jugadores deben cantarla o adivinar la canción. No sirve decir el artista. Son 2 segundos por acierto y 6 canciones en total. |
| Ordenados               | Sexta temporada                       | No                    | No     | Los jugadores deben ordenar los paneles. Cada panel tiene 5 conceptos. Con un error, se reinicia el panel. Son 3 segundos por panel. |
| El teléfono roto        | Sexta temporada                       | No                    | No     | En este juego se selecciona el público y los mimos y actúan 2 de los jugadores. El tercero debe responder el concepto. Son 3 segundos por acierto y 3 conceptos por equipo. |
| Dictado                 | Sexta temporada                       | No                    | No     | Variante de la pista original, solo que los jugadores deben escribir palabras y mostrarlas al presentador. Con un error o si se tarda en escribir, no habrá más posibilidades y no se ganarán segundos. Son 3 palabras por pareja. |

### El rosco
Cada concursante, ya individualmente, deberá acertar en un tiempo que serán 85 segundos en capítulos de hasta 8 juegos, o 75 en capítulos de 9 o más, más los que hayan acumulado durante el programa, 25 palabras del Diccionario de la lengua española de la Real Academia Española o de contenido enciclopédico, cada una con una letra del alfabeto, escuchando de cada una de ellas una definición leída por el presentador y teniendo como pista que empieza o contiene la letra en la que se encuentre el concursante en ese momento. Siempre comienza el concursante que más segundos tiene (si hay empate, se favorece al equipo naranja). El concursante podrá ir contestando a definiciones mientras no falle o pida pausa diciendo "Pasapalabra", moviéndose el turno al otro concursante. Con un error, se corregirá inmediatamente, eliminando la letra en el proceso, pero si se le acaba el tiempo, el presentador dirá todas las palabras sin responder.
Los turnos se irán intercambiando hasta que cada uno termine el tiempo que tenía asignado o hasta que un participante haya cometido más errores que el otro. Si alguno de los concursantes acierta todas las palabras conseguirá el pozo acumulado hasta ese programa. De no ser así, se acumula una cantidad de $ 500 000 al pozo, y el concursante que más palabras haya acertado gana $ 500 000 y volverá a participar en el siguiente programa.
En el caso de que ambos concursantes hayan acertado el mismo número de palabras, el ganador será quien menos fallos haya cometido. Si se empatara también a fallos, ambos concursantes se repartirán los $ 500 000 ($ 250 000 para cada uno), y puede optar por omitir o jugar el elegido en el próximo capítulo. Además, el perdedor del capítulo puede optar por el elegido del próximo capítulo (requiriendo 15 palabras correctas) o retirarse del programa.
Solo en las ediciones Mundial y En Acción, se activa los comodines desde la segunda vuelta. Pueden ser relectura (que el presentador debe leer fuera de tiempo), cambiar letra (invierte la letra asignada a ambos jugadores) u otra oportunidad (impide marcar la letra en caso de falla). El comodín de cambiar letra no se puede usar si su contricante ha respondido o si se le acaba su tiempo.

## Pozos entregados
En negrita el pozo más grande entregado:
| Capítulo (fecha)        | Monto entregado (CLP) | Ganador (es)                                                              |
| ----------------------- | --------------------- | ------------------------------------------------------------------------- |
| 11 de marzo de 2018     | $24 000               | Violeta Díaz                                                              |
| 8 de abril de 2018      | $12 000               | Gloria Salinas                                                            |
| 24 de junio de 2018     | $72 000               | Sujey Jara e Ítalo Tamburrino (pozo repartido, $36 000 000 para cada uno) |
| 13 de noviembre de 2018 | $176 000              | Daniel Araya                                                              |
| 19 de agosto de 2019    | $396 000              | Nicolás Gavilán                                                           |
| 3 de octubre de 2019    | $66 000               | Begoña Arias                                                              |
| 15 de marzo de 2021     | $236 000              | Egor Montecinos                                                           |
| 13 de abril de 2022     | $38 000               | Brian Parkinson (Pasapalabra Mundial)                                     |
| 19 de mayo de 2022      | $37 000               | Ivanna Hryc (Pasapalabra Mundial)                                         |
| 21 de diciembre de 2022 | $28 000               | Álvaro Quezada (Pasapalabra Mundial)                                      |
| 26 de enero de 2023     | $8 400 000            | María Jimena Pereyra (Pasapalabra Verano)                                 |
| 3 de marzo de 2023      | $8 000                | Daniel Matamala (Pasapalabra Verano)                                      |